# Sinfonieorchester Basel

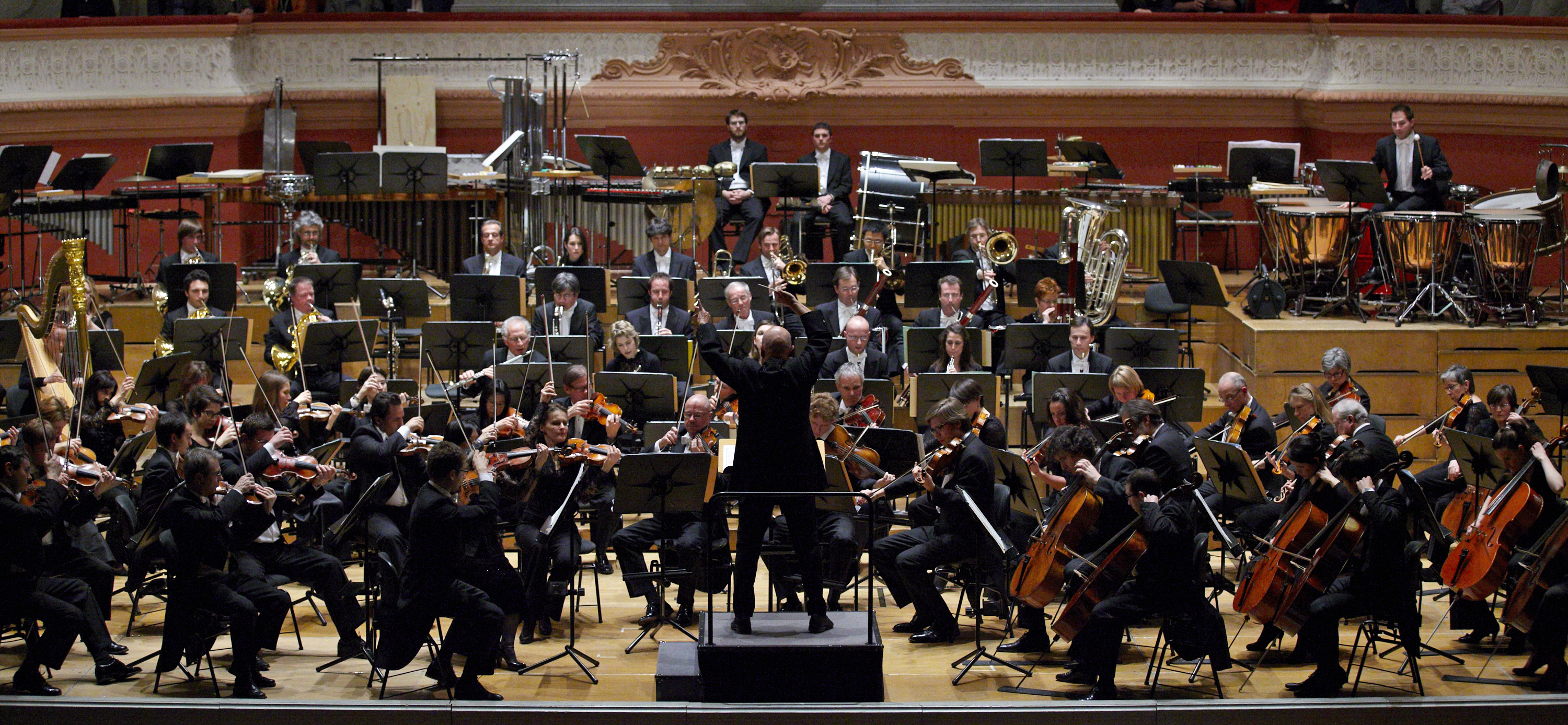
Das Sinfonieorchester Basel

Das Sinfonieorchester Basel  (SOB) ist eines der ältesten Orchester der Schweiz und hat seinen Sitz in Basel. Das rund hundertköpfige Berufsorchester spielt eigene Konzertreihen sowie Gastkonzerte im In- und Ausland und wirkt regelmässig an Ballett- und Opernproduktionen des Theaters Basel mit. Chefdirigent ist seit der Saison 2016/2017 der Brite Ivor Bolton, 1. Gastdirigent ist Michał Nesterowicz.  

## Geschichte
Die Gründung des Orchesters geht auf das Jahr 1876 zurück. Sie fällt damit in das Baujahr des Musiksaals im Stadtcasino Basel, der auch heute noch die Spielstätte des Ensembles ist. Unter den Dirigenten, die dem Sinfonieorchester Basel eng verbunden waren oder es noch sind, finden sich Namen wie Johannes Brahms, Felix Weingartner, Gustav Mahler, Wilhelm Furtwängler, Antal Doráti, Gary Bertini, Walter Weller, Armin Jordan, Horst Stein, Otto Klemperer, Nello Santi, Pierre Boulez und Valery Gergiev. Eine ganze Reihe bedeutender Werke des 20. Jahrhunderts – unter anderem von Béla Bartók, Arthur Honegger, Bohuslav Martinů und Norbert Moret – wurden vom Sinfonieorchester Basel uraufgeführt. 
1997 fusionierte das «Basler Sinfonie-Orchester» mit dem «Radio Sinfonieorchester Basel». Dabei wurde für das Ensemble der heute gültige Name gefunden: «Sinfonieorchester Basel». Ein weiterer Meilenstein in der Geschichte des Orchesters waren 2012 die Ablösung von der langjährigen Veranstalterin AMG (Allgemeine Musikgesellschaft) und der gleichzeitige Aufbau einer eigenen Abonnement-Reihe.
Seit Mitte der 2010er Jahre zeigt das Sinfonieorchester Basel zunehmend auch internationale Präsenz, zum Beispiel mit UK-Tourneen 2014, 2015 und 2017, einer Far-East-Tournee 2010 und 2015 und einer Europa-Tournee mit David Garrett im März 2017. 

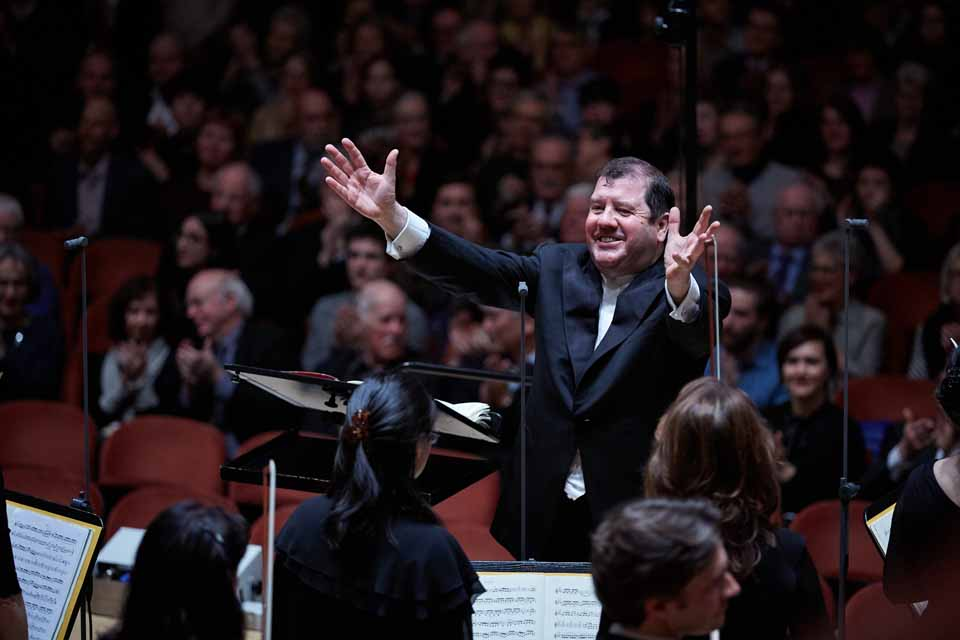
Chefdirigent Ivor Bolton

Chefdirigenten des Sinfonieorchesters Basel:
- Mario Venzago (1997–2003)
- Marko Letonja (2003–2006)
- Dennis Russell Davies (2009–2016)
- Ivor Bolton (Chefdirigent ab 2016)
- Michał Nesterowicz (1. Gastdirigent ab 2016)

1. Konzertmeister sind Axel Schacher und Vlad Stanculeasa. 1. koord. Konzertmeisterin ist Marta Kowalczyk, 2. Konzertmeisterinnen sind Nitzan Bartana und Yulia Kopylova.
Das Repertoire des Sinfonieorchesters Basel reicht von der Wiener Klassik über die Romantik bis hin zu Kompositionen der jüngsten Moderne. Auch neue Konzertformen werden gesucht und Koproduktionen mit Jazz-, Rock- oder Techno-Acts realisiert. Die selbst veranstalteten Sinfoniekonzerte finden während des Umbaus des Stadtcasinos Basel im Theater Basel, im Basler Münster und im Musical Theater Basel statt. Zusätzlich organisiert das SOB diverse kammermusikalische Projekte wie die Cocktailkonzerte im Salle Belle Epoque des Grand Hotel Les Trois Rois, die En route-Konzerte im Literaturhaus Basel oder Konzerte in den verschiedenen Museen der Stadt und der Region Basel. Für das junge und jüngste Publikum spielte das Sinfonieorchester Basel Familien- und mini.musik-Konzerte. Für Schulklassen bietet es kommentierte Konzerte an.
Das Sinfonieorchester Basel pflegt eine enge Zusammenarbeit mit der Basler Paul-Sacher-Stiftung. Zahlreiche CD-Produktionen dokumentieren das Schaffen des Sinfonieorchesters Basel. So widmete sich das Orchester unter Dennis Russell Davies den Gesamteinspielungen der Sinfonien von Franz Schubert und Arthur Honegger sowie den drei Pariser Ballettmusiken von Igor Strawinsky. Die CD-Produktionen werden auch unter Ivor Bolton fortgeführt. So spielte das Orchester Werke von Hector Berlioz oder Gabriel Fauré ein.

## Auszeichnungen
Die Aufnahmen A different Schumann Vol. 1–3 erhielten den Diapason d’or im Mai 2004. Ebenfalls einen Diapason d’or erhielt die Einspielung Felix Weingartner: Sinfonische Werke I im September 2005. Le sacre du printemps wurde mit dem Supersonic-Preis ausgezeichnet und für den International Classical Music Award (ICMA) 2015 nominiert. 2016 wurde Pétrouchka ebenfalls für den ICMA nominiert.

## Diskographie
- The Secret Fauré: Orchestral Songs & Suites
- Nuria Rial & 8 Cellists of the Sinfonieorchester Basel: Vocalise
- Igor Strawinsky: Pétrouchka
- Igor Strawinsky: L’Oiseau de feu
- Millistrade: Musikalisches Singspiel von Marius Felix Lange und Linard Bardill
- Of Madness and Love: Werke von Hector Berlioz, inspiriert von William Shakespeare
- Franz Schubert: Sinfonien Nr. 2 & 6
- Igor Strawinsky: Le sacre du printemps
- Philip Glass: Symphony No. 4, Heroes from the music of David Bowie and Brian Eno
- Philip Glass: Symphony No. 1, Low
- Arthur Honegger: Sinfonien Nr. 2 & 4 Deliciae Basiliensis
- Franz Schubert: Sinfonie Nr. 8, Grosse C-Dur-Sinfonie
- Arthur Honegger: Sinfonien Nr. 3 & 1
- Franz Schubert: Sinfonien Nr. 3 & 5
- Es ist ein Ros’ entsprungen: Romantische Musik zu Weihnachten
- Anton Bruckner: Sinfonien Nr. 4 & 7
- Felix Weingartner: Sinfonische Werke I
- Felix Weingartner: Sinfonische Werke II
- Felix Weingartner: Sinfonische Werke III
- Felix Weingartner: Sinfonische Werke IV
- Felix Weingartner: Sinfonische Werke V
- Felix Weingartner: Sinfonische Werke VI
- Felix Weingartner: Sinfonische Werke VII
- Peter Mieg: Klavierkonzert Nr. 2 und Mit Nacht und Nacht (Gesänge für Tenor und Orchester nach Texten von Cyrus Atabay)
- Robert Schumann: A Different Schumann Vol. 1
- Robert Schumann: A Different Schumann Vol. 2
- Robert Schumann: A Different Schumann Vol. 3
- Maurice Ravel: Orchesterwerke
- Bohuslav Martinů: Klavierkonzerte
- Luigi Nono: Verschiedene Werke
- Iannis Xenakis: Kraanerg, Ballettmusik für Orchester und vierspuriges Magnetband
- Klaus Huber: Schwarzerde
- Wladimir Rudolfowitsch Vogel: Verschiedene Werke
- Frédéric Chopin: Werke für Klavier und Orchester
- Thomas Kessler: Verschiedene Werke
- Othmar Schoeck: Penthesilea
- Symphonic Brass: Werke bekannter Komponisten vom Barock bis zur Moderne, arrangiert von Jean-François Taillard